# Pylaisiadelpha dixonii
Pylaisiadelpha dixonii là một loài rêu trong họ Sematophyllaceae. Loài này được (Herzog) W.R. Buck mô tả khoa học đầu tiên năm 1984.